# العلاقات التوغوية النيبالية
العلاقات التوغولية النيبالية هي العلاقات الثنائية التي تجمع بين توغو ونيبال.

## مقارنة بين البلدين
هذه مقارنة عامة ومرجعية للدولتين:
| وجه المقارنة                                              | توغو            | نيبال                             |
| --------------------------------------------------------- | --------------- | --------------------------------- |
| المساحة (كم2)                                             | 56.78 ألف       | 147.18 ألف                        |
| عدد السكان (نسمة)                                         | 7.80 مليون      | 29.40 مليون                       |
| الكثافة السكانية (ن./كم²)                                 | 137.37          | 199.76                            |
| العاصمة                                                   | لومي            | كاتماندو                          |
| اللغة الرسمية                                             | لغة فرنسية      | اللغة النيبالية                   |
| العملة                                                    | فرنك غرب أفريقي | روبية نيبالية                     |
| الناتج المحلي الإجمالي (بليون دولار)                      | 4.81 مليار      | 24.47 مليار                       |
| الناتج المحلي الإجمالي (تعادل القوة الشرائية) بليون دولار | 10.67 مليار     | 70.20 مليار                       |
| الناتج المحلي الإجمالي الاسمي للفرد دولار أمريكي          | 559             | 743                               |
| الناتج المحلي الإجمالي للفرد دولار أمريكي                 | 1.43 ألف        | 2.37 ألف                          |
| مؤشر التنمية البشرية                                      | 0.484           | 0.548                             |
| رمز المكالمات الدولي                                      | +228            | +977                              |
| رمز الإنترنت                                              | .tg             | .np                               |
| المنطقة الزمنية                                           | 00              | UTC+05:45، التوقيت الموحد لنيبال ‏ |

## منظمات دولية مشتركة
يشترك البلدان في عضوية مجموعة من المنظمات الدولية، منها:
| علم المنظمة | اسم المنظمة                                                | تاريخ انضمام توغو | تاريخ انضمام نيبال |
| ----------- | ---------------------------------------------------------- | ----------------- | ------------------ |
|             | مؤسسة التنمية الدولية                                      | 21 أغسطس 1962     | 6 مارس 1963        |
|             | يونسكو                                                     | 17 نوفمبر 1960    | 1 مايو 1953        |
|             | مؤسسة التمويل الدولية                                      | 4 سبتمبر 1962     | 7 يناير 1966       |
|             | منظمة حظر الأسلحة الكيميائية                               | ?                 | ?                  |
|             | الأمم المتحدة                                              | 20 سبتمبر 1960    | 14 ديسمبر 1955     |
|             | منظمة الشرطة الجنائية الدولية                              | ?                 | ?                  |
|             | البنك الدولي للإنشاء والتعمير                              | 1 أغسطس 1962      | 6 سبتمبر 1961      |
|             | الاتحاد البريدي العالمي                                    | ?                 | ?                  |
|             | المركز الدولي لتسوية المنازعات الاستشارية                  | 10 سبتمبر 1967    | 6 فبراير 1969      |
|             | وكالة ضمان الاستثمار متعدد الأطراف                         | 15 أبريل 1988     | 9 فبراير 1994      |
|             | العملية المشتركة للاتحاد الأفريقي والأمم المتحدة في دارفور | ?                 | ?                  |
|             | منظمة التجارة العالمية                                     | ?                 | ?                  |

## وصلات خارجية
- موقع وزارة الخارجية النيبالية